# Mécrin
Mécrin ist eine französische Gemeinde mit 188 Einwohnern (Stand 1. Januar 2022) im Département Meuse in der Region Grand Est (bis 2015 Lothringen); sie gehört zum Arrondissement Commercy und zum Gemeindeverband Communauté de communes de Commercy-Void-Vaucouleurs. Die Bewohner nennen sich Mécrinois/Mécrinoises.

## Geografie
Mécrin liegt rund 50 Kilometer nordwestlich von Nancy in der südlichen Hälfte des Départements Meuse. Der Ort liegt an der Maas ganz im Westen des Regionalen Naturparks Lothringen. Weite Teile im Osten der Gemeinde sind bewaldet (Bois Mulot und Les Esmonts).
Nachbargemeinden sind Han-sur-Meuse im Nordwesten und Norden, Apremont-la-Forêt im Osten, Pont-sur-Meuse im Osten und Südosten, Vadonville im Südwesten sowie Sampigny im Westen.

## Geschichte
Wie alle Gemeinden der Gegend litt die Gemeinde im Mittelalter unter Konflikten. Die schlimmsten Verwüstungen richteten der Hundertjährige Krieg und der Dreißigjährige Krieg an. Der Name der heutigen Gemeinde wurde bereits im Jahr 812 unter dem Namen Mesumbriga erstmals in einem Dokument erwähnt. Im Mittelalter lag die heutige Gemeinde in der Barrois non mouvant innerhalb der Champagne und gehörte zur Bailliage Saint-Mihiel. Von 1766 bis zur Französischen Revolution lag die Gemeinde im Grand-gouvernement de Lorraine-et-Barrois. Mécrin gehörte von 1793 bis 1801 zum District Saint-Mihiel. Von 1793 bis 1801 war sie Teil des Kantons Sampigny. Seit 1801 liegt sie im Kanton Commercy und ist dem Arrondissement Commercy zugeteilt.

## Bevölkerungsentwicklung
Die Einwohnerentwicklung ist untypisch für eine französische Landgemeinde. Normal sind die Entwicklungen zwischen 1793 und 1851 mit einem starken Wachstum und die folgende starke Landflucht bis 1921. Allerdings wuchs die Anzahl Einwohner danach wieder bis 1954. Zwischen 1954 und 1982 gab es eine weitere Abwanderungswelle.
| Jahr                       | 1962 | 1968 | 1975 | 1982 | 1990 | 1999 | 2011 | 2019 |
| Einwohner                  | 322  | 258  | 231  | 210  | 236  | 228  | 235  | 223  |
| Quellen: Cassini und INSEE |      |      |      |      |      |      |      |      |

## Sehenswürdigkeiten
- Kirche Saint-Èvre
- Denkmal für die Gefallenen[1]
- Erinnerungsstätte für die Gefallenen des 56e R.I.[2]
- Waschhaus (Lavoir) an der D12a
- Wegkreuz an der Route de Brassette

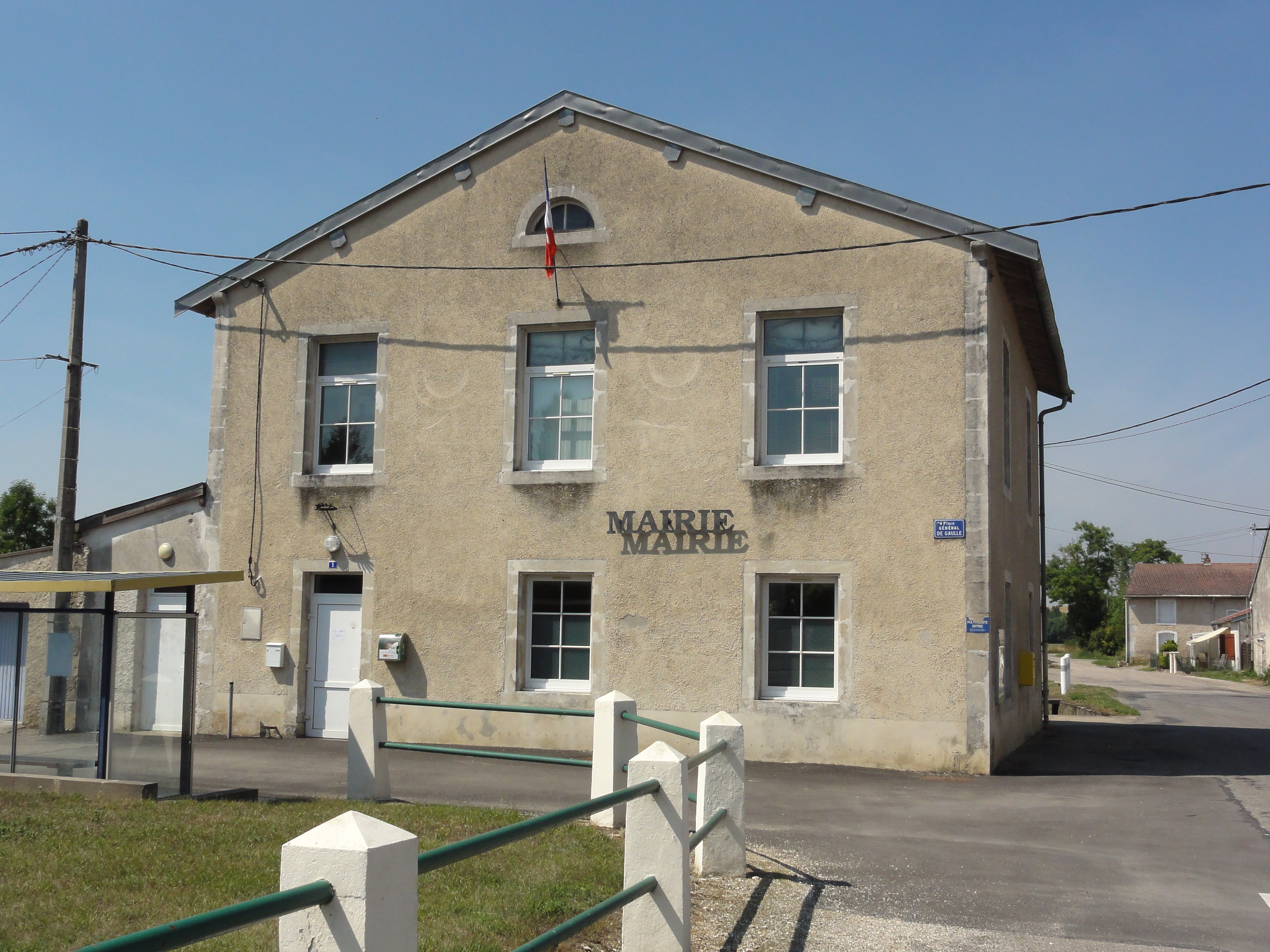
Rathaus (Mairie) der Gemeinde
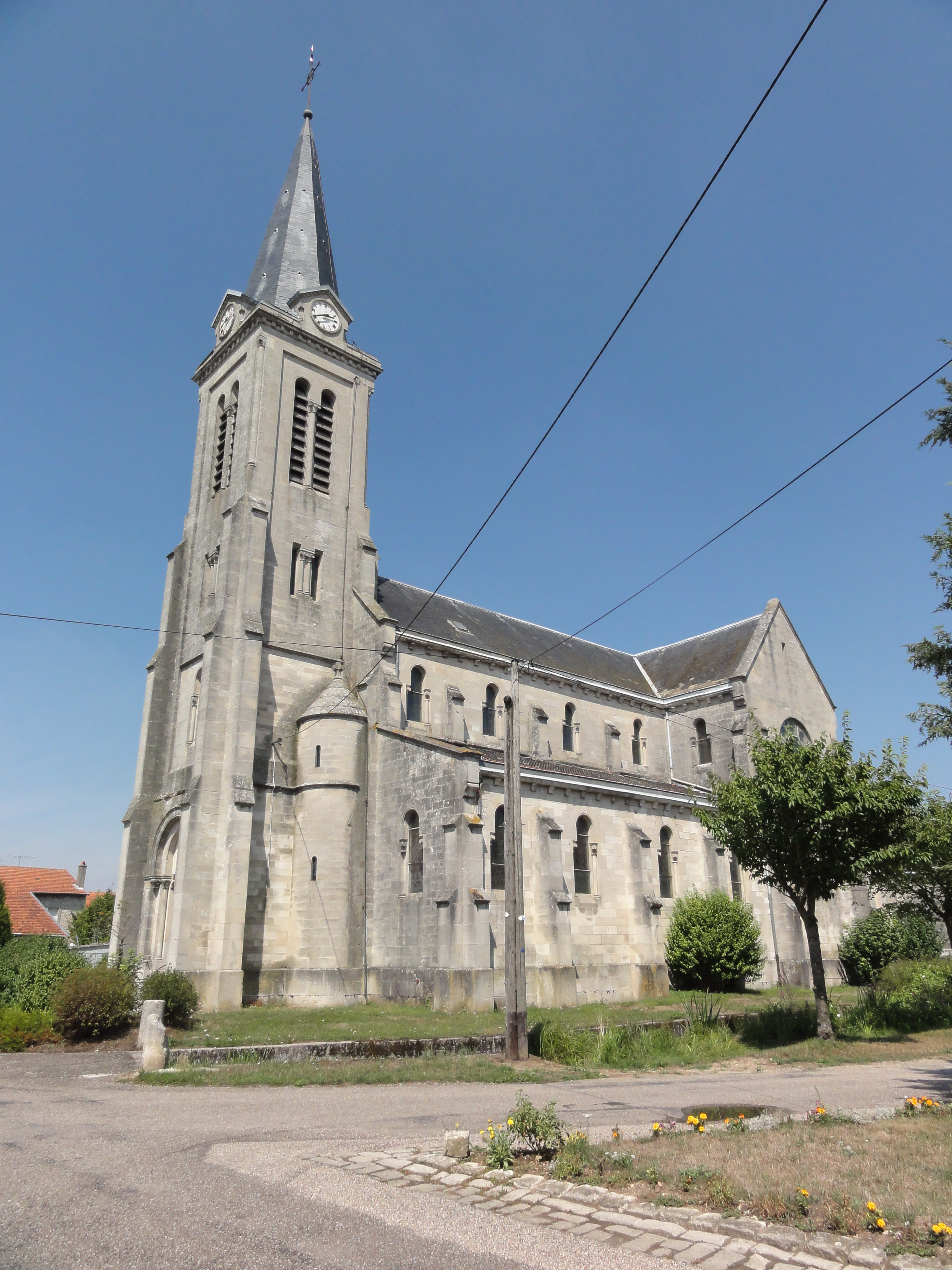
Kirche Saint-Èvre
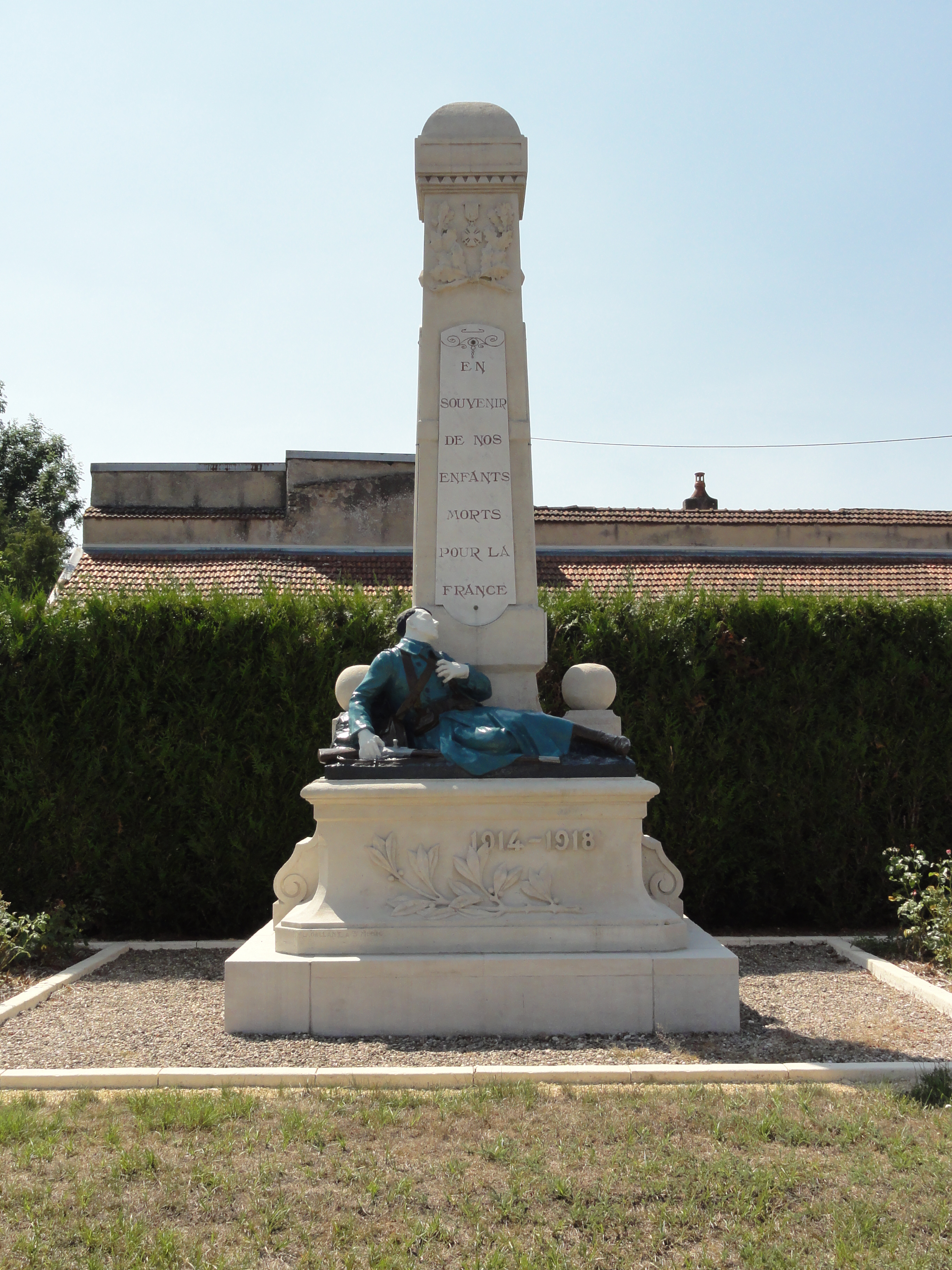
Denkmal für die Gefallenen

## Verkehr
Die Gemeinde befindet sich an der D12a. Die westlich vorbeiführende D964 und die nur wenige Kilometer südlich verlaufende Route nationale 4 mit dem nächsten Anschluss in Saulvaux sind die wichtigsten überregionalen Verkehrsverbindungen für die Gemeinde.
Nächstgelegener Bahnhof ist Lérouville an den Bahnstrecken Paris–Straßburg und Lérouville–Metz in etwa einem Kilometer Entfernung.